# Смерть травы
Смерть травы (англ. The Death of Grass, в американском издании No Blade of Grass) — постапокалиптический роман британского писателя-фантаста Джона Кристофера, посвящённый проблеме выживания людей после катаклизма.

## Сюжет
Появившийся в мире вирус Чанг-Ли первоначально уничтожает посевы с рисом, что вызывает массовый голод и смертность в Юго-Восточной Азии, но вскоре его новый штамм начинает уничтожать травянистые растения вообще, что приводит к массовой гибели посевов, голоду и анархии.
В центре повествования — история двух братьев, Дэвида и Джона. В то время, как Дэвид, предчувствуя катастрофу, создаёт на своей изолированной ферме запасы продовольствия (одна из немногих культур, устойчивых к вирусу — картофель), Джон оказывается пойман в Лондоне в момент начала беспорядков и голодных бунтов. Он со своей семьей и семьёй друга пытается прорваться к ферме Дэвида. Акцент в романе сделан на поведении людей в экстремальной ситуации, отмирании сдерживающих социальных и этических норм, построении микрообщества на совершенно иных началах.

## Экранизация
Книга была экранизирована в 1970 году. В 2009 году BBC Radio 4 адаптировало её под радиодраму в пяти эпизодах.